# Girolamo Vidoni
Girolamo Vidoni (Cremona, 1581 – Roma, 30 ottobre 1632) è stato un cardinale italiano.

## Biografia
Nacque nel 1581 da nobile famiglia, da Vidone e da Margherita Persichelli.
Fu creato cardinale in pectore da papa Urbano VIII nel concistoro del 19 gennaio 1626 e pubblicato dallo stesso pontefice nel concistoro del 30 agosto 1627.
Morì il 30 ottobre 1632.